# Martin Betschart
Martin Betschart (* 16. Juli 1963 in Illgau) ist ein Schweizer Coach, Buchautor und TV-Talkmaster.

## Berufliche Tätigkeit
Betscharts Themen bei Seminaren und Vorträgen drehen sich vor allem um Selbstmotivation, Kommunikation und Menschenkenntnis.
Betschart moderierte 50 Folgen der Talkshow Betschart Talk, die auf dem Schweizer Privatsender U1 TV ausgestrahlt wurde.
Sein 2011 veröffentlichtes Buch Ich weiss, wie du tickst erreichte in der Schweiz die Position 1 bei den Verkaufscharts. Sein am 2. September 2013 veröffentlichtes Buch UnabhängigkeitsERKLÄRUNG erreichte in der ersten Woche Platz 7 der Schweizer Sachbuch-Verkaufsliste.
Als Motivationstrainer für Spitzensportler brachte er in der Saison 2019/2020 die Schweizer Skirennläuferin Corinne Suter aus einer persönlichen Krise zurück an die Spitze. Bei den Olympischen Winterspielen 2022 in Peking errang sie im Abfahrtslauf die Goldmedaille. In einem Interview mit dem Newsportal PilatusToday beschreibt Martin Betschart die Zusammenarbeit mit dem Ziel Olympiagold.
Bei der Ostschweizer Berufsfrauentagung im Mai 2022 hielt er einen Vortrag über das Thema „Menschenkenntnis“.

## Veröffentlichungen

### DVDs
- Handeln statt jammern – Live-Mitschnitt auf DVD
- Geld und Wohlstand (2009, ISBN 978-3939621348)

### Bücher
- UnabhängigkeitsERKLÄRUNG - Warum mir niemand mehr vorschreibt, was ich sage, denke oder tue (Gebundene Ausgabe, 2013, ISBN 978-3424200904)
- Ich weiss, wie du tickst – Wie man Menschen durchschaut (Gebundene Ausgabe, 2011, ISBN 978-3-280-05410-9)
- Ich weiss, wie Du tickst – Wie man Menschen durchschaut (Taschenbuch, 2012, ISBN 978-3423347396)
- 3 Schlüssel zum Erfolg. Der direkte Weg zu einem erfolgreichen und glücklichen Leben. (2003, ISBN 978-3952137314)
- Ressourcing. So aktivieren Sie Ihre Fähigkeiten (2001, ISBN 978-3907100295)
- Ressourcing (1998, ISBN 978-3952137307)
- Das 7. Gesetz (2007, ISBN 978-3897497276)

### Hörbücher
- UnabhängigkeitsERKLÄRUNG - Warum mir niemand mehr vorschreibt, was ich sage, denke oder tue (2013, ISBN 978-3836807302)
- Das Geheimnis des Erfolges – Das Live-Interview (2009, ISBN 978-3939621331)
- Die Geheimnisse des Erfolges (2009, ISBN 978-3939621331)
- Geld und Wohlstand – Das Live-Interview  (2009, ISBN 978-3939621348)
- Ich weiss, wie Du tickst – Wie man Menschen durchschaut (2011)
- 3 Schlüssel zum Erfolg (2003, ISBN 978-3905357455)
- 3 Schlüssel zum Erfolg, Zweite Auflage (2009, ISBN 978-3939621355)
- Ressourcing (2000, ISBN 978-3905357097)